# Kelurahan Sungai Binjai
Kelurahan Sungai Binjai is een bestuurslaag in het regentschap Bungo van de provincie Jambi, Indonesië. Kelurahan Sungai Binjai telt 3443 inwoners (volkstelling 2010).